# انتخابات ریاست‌جمهوری ایالات متحده آمریکا (۱۹۵۶)
انتخابات ریاست‌جمهوری آمریکا در سال ۱۹۵۶ (به انگلیسی: United States presidential election of 1956) چهل و سومین انتخابات چهار سالهٔ ریاست جمهوری ایالات متحده بود که در روز ۶ نوامبر ۱۹۵۶ برگزار شد. رئیس جمهور وقت، دوایت آیزنهاور، نامزد حزب جمهوری‌خواه، در این انتخابات در برابر آدلای استیونسون، نامزد حزب دموکرات برنده شد.